# پل گارتلند
پل گارتلند (انگلیسی: Paul Gartland؛ زادهٔ ۸ فوریهٔ ۱۹۵۹) بازیکن فوتبال اهل بریتانیا است.
از باشگاه‌هایی که در آن بازی کرده‌است می‌توان به باشگاه فوتبال هادرزفیلد تاون، باشگاه فوتبال ویکفیلد، و باشگاه فوتبال گایزلی اشاره کرد.